# Görkem Sağlam
Görkem Sağlam est un footballeur allemand, né le 11 avril 1998, évoluant au poste de milieu offensif à Giresunspor.

## Biographie

### En club

#### Premier contrat pro au VfL Bochum
Le 1er juillet 2016, il signe son premier contrat pro avec son club formateur, le VfL Bochum.

### En équipe nationale
Avec les moins de 17 ans, il participe au championnat d'Europe des moins de 17 ans en 2015. Lors de cette compétition, il joue quatre matchs. Il marque un but contre la Tchéquie en phase de groupe, délivrant également à cette occasion une passe décisive. L'Allemagne s'incline en finale face à l'équipe de France.
Il dispute ensuite quelques mois plus tard la Coupe du monde des moins de 17 ans organisée au Chili. Lors du mondial junior, il joue trois matchs. L'Allemagne s'incline en huitièmes de finale face à la Croatie.
Il dispute ensuite avec les moins de 19 ans le championnat d'Europe des moins de 19 ans en 2017. Il joue trois matchs lors de ce tournoi, qui voit l'Allemagne ne pas passer le premier tour.

## Palmarès
- Finaliste du championnat d'Europe des moins de 17 ans en 2015 avec l'équipe d'Allemagne des moins de 17 ans